# Anchonium billardieri
Anchonium billardieri är en korsblommig växtart som beskrevs av Dc. Anchonium billardieri ingår i släktet Anchonium och familjen korsblommiga växter. Inga underarter finns listade i Catalogue of Life.